# Liara Roux
Liara Roux és una escriptora, treballadora sexual, directora de pornografia independent i activista dels drets humans nord-americana amb un gran nombre de seguidors en línia.
Roux és una escort de gamma alta i lluita contra la discriminació estructural contra les treballadores sexuals. Segons la seva opinió, les treballadores sexuals es poden descriure com a un grup marginat, posades en perill per SESTA i sense rebre'n cap benefici. A més, estava molt en contra de la decisió de Tumblr de prohibir el porno a la seva plataforma. Ha escrit per a Vice Media i HuffPost. La seva primera novel·la, Whore of New York: A Confession, es publicà el novembre de 2021.
Roux està totalment en contra dels conceptes queer i genderqueer. Orgullosa de la seva feminitat, està compromesa des de finals d'abril del 2020 i s'hauria de casar el 2022 amb un home que viu a Boston, Massachusetts.